# Tribunal Superior de Justicia del Principado de Asturias
El Tribunal Superior de Justicia del Principado de Asturias es el máximo órgano del poder judicial en la comunidad autónoma del Principado de Asturias (España), con sede en Oviedo. Fue constituido el 23 de mayo de 1989 en función del desarrollo del artículo 26 de la Ley Orgánica del Poder Judicial.

## Historia
Su antecedente más directo fueron las antiguas Audiencias Territoriales nacidas en 1812. El actual Tribunal Superior de Justicia del Principado de Asturias fue creado en 1985 a partir del artículo 26 de la Ley Orgánica del Poder Judicial, constituyéndose el 23 de mayo de 1989 en el Palacio de Camposagrado.

## Organización
Está integrado por tres Salas de Justicia y la Sala de Gobierno:
- Sala de lo Civil y Penal, presidida por el presidente del Tribunal Superior de Justicia de Asturias.
- Sala de lo Contencioso Administrativo.
- Sala de lo Social.

## Competencias
Según el Estatuto de Autonomía del Principado de Asturias sus competencias se extienden a:
- todas las instancias y grados, con excepción de los recursos de casación y revisión, en los órdenes civil y penal y social;
- los recursos que se deduzcan contra los actos y disposiciones de las Administraciones públicas, en los términos que establezca la Ley Orgánica del Poder Judicial, en el orden contencioso-administrativo;
- las cuestiones de competencia entre órganos judiciales en Asturias.

## Sede
El TSJPA tiene su sede en la ciudad de Oviedo, en dos palacios barrocos contiguos; uno de ellos es el Palacio de Camposagrado.

## Presidencia
El primer presidente del Tribunal Superior de Justicia del Principado de Asturias fue Eduardo Gota Losada. Actualmente preside dicho tribunal Jesús Mª Chamorro.